# Galén
Další významy jsou uvedeny v článku Galen.
Galénos (latinsky Claudius Galenus), známý spíš jako Galén, (129
Pergamon – 200 nebo 216 Řím) byl jedním z nejznámějších starověkých lékařů (patřil k lékařské škole tzv. fyziků). Narodil se na území dnešního Turecka, ale působil především ve starém Římě, mj. jako lékař císařů Marca Aurelia a Commoda. Stál u základů anatomie, fyziologie, patologie, farmakologie a neurologie. Byl také významným filosofem pozdní antiky a originálním logikem. Zprostředkoval hippokratovské poznání Římu a středověké Evropě. Autorita jeho lékařských děl se v západním světě udržela 1300 let. Jméno Claudius se mu připisuje až v renesanci, což vzniklo patrně omylem.

## Život
Galén se – podle vlastního životopisu – narodil v řecké rodině v Pergamu ve starobylé Mýsii (dnes Bergama, Turecko). Jeho otec Aelius Nicon byl bohatý stavitel, který se zabýval také zemědělstvím, architekturou, astronomií, astrologií a filosofií. Svého syna chtěl uvést na filosofickou a politickou dráhu a od 14 let jej posílal do různých filosofických škol. Kolem roku 145 mu však ve snu bůh zdraví Asklépios přikázal, aby dal syna studovat lékařství. V 16 letech tedy nastoupil jako therapeutés (ošetřovatel) v proslulém Pergamonském Asklépiově chrámu. Po otcově smrti (asi roku 148 nebo 149) zdědil velké jmění a studoval dalších dvanáct let lékařství ve Smyrně, Korintu a Alexandrii. Poté se roku 157 vrátil do svého rodného města jako lékař a tři až čtyři roky pečoval o zraněné gladiátory. Za dobu jeho působení zahynulo jen pět gladiátorů, kdežto za času jeho předchůdce jich bylo 60. Mnoho se naučil o lidském těle a lékařských postupech, zejména o léčení úrazů a zranění, která považoval za okna do lidského těla. Roku 162 se přestěhoval do Říma, kde psal, přednášel a veřejně demonstroval své vědomosti z anatomie. Zvýšil si reputaci jako zkušený lékař, jeho praxe se rozšiřovala o širokou klientelu. Jeden z jeho klientů byl konzul Flavius Boethius, který ho uvedl na císařský dvůr. Zde se stal dvorním lékařem císaře Marka Aurelia a osobním důvěrníkem a lékařem jeho syna – budoucího krutého císaře Commoda. Zbytek života strávil na císařském dvoře, kde experimentoval a psal. V letech 165-168 se také podílel na léčení pacientů za velké epidemie zvané antoniovský mor (snad šlo o epidemii neštovic), které podle moderních odhadů podlehly až 3 miliony lidí.
Roku 191 zničil oheň v chrámu Míru část jeho záznamů. V minulosti se soudilo, že zemřel kolem roku 200 n. l., protože byzantský slovník Suda z 11. století uvádí, že zemřel ve věku 70 let. V jednom spise se však Galén zmiňuje o událostech z roku 204 a v arabských pramenech se uvádí, že zemřel po 70 letech lékařské praxe. Proto většina současných badatelů[kdo?] klade jeho smrt do okolí roku 216.

## Práce a přínos
Galénos přenesl prvky hippokratovské medicíny přes středověké lékařství až do renesančního. Jeho spis Prvky podle Hippokrata (v edicích pod latinským názvem De elementis secundum Hippocratem) popisuje čtyři tělesné tekutiny (krev, žlutá žluč, černá žluč, hlen), které odpovídají čtyřem základním živlům (voda, země, vzduch, oheň).
Centrum živočišného organismu jsou játra (v nich se podle něj vytvářela krev, řídil se zde metabolismus a výživa) a srdce (zdroj vrozeného tepla, které je odtud rozváděno do celého těla), mozek je orgánem myšlení a centrum cítění, pohybu a řeči. Galenos rovněž zjistil, že tepny vedou krev a ne vzduch, jak se mnoho lidí té doby domnívalo. Všiml si také rozdílu mezi tepnami a žílami. Dělal také pitvy na zvířatech a zjistil, že když se přetne nerv, ochrne sval, který k němu náleží.
Provedl mnoho na svou dobu velmi odvážných operací, např. očních nebo mozkových. Pokusil se například vysát šedý zákal dlouhou jehlou vsunutou přes čočku do oka. Tento zákrok se ale nepodařil a měl za následek trvalou slepotu.
V něčem se dle mínění moderní medicíny mýlil – třeba že lidské zdraví závisí na rovnováze čtyř tekutin: krve, hlenu, žluté a černé žluči. Ale i přes své omyly se stal lékařem římských císařů a měl mimořádně velký ohlas. Například pouštění žilou (phlebotomie, bloodletting), které důrazně prosazoval, přetrvalo v medicíně až do devatenáctého století. Prováděl veřejné operace na živých zvířatech, např. svázal močovod živému zvířeti, aby ukázal, že moč se tvoří v ledvinách, nebo přerušil míchu, aby demonstroval paralyzování.

## Filosofie, logika, metodologie

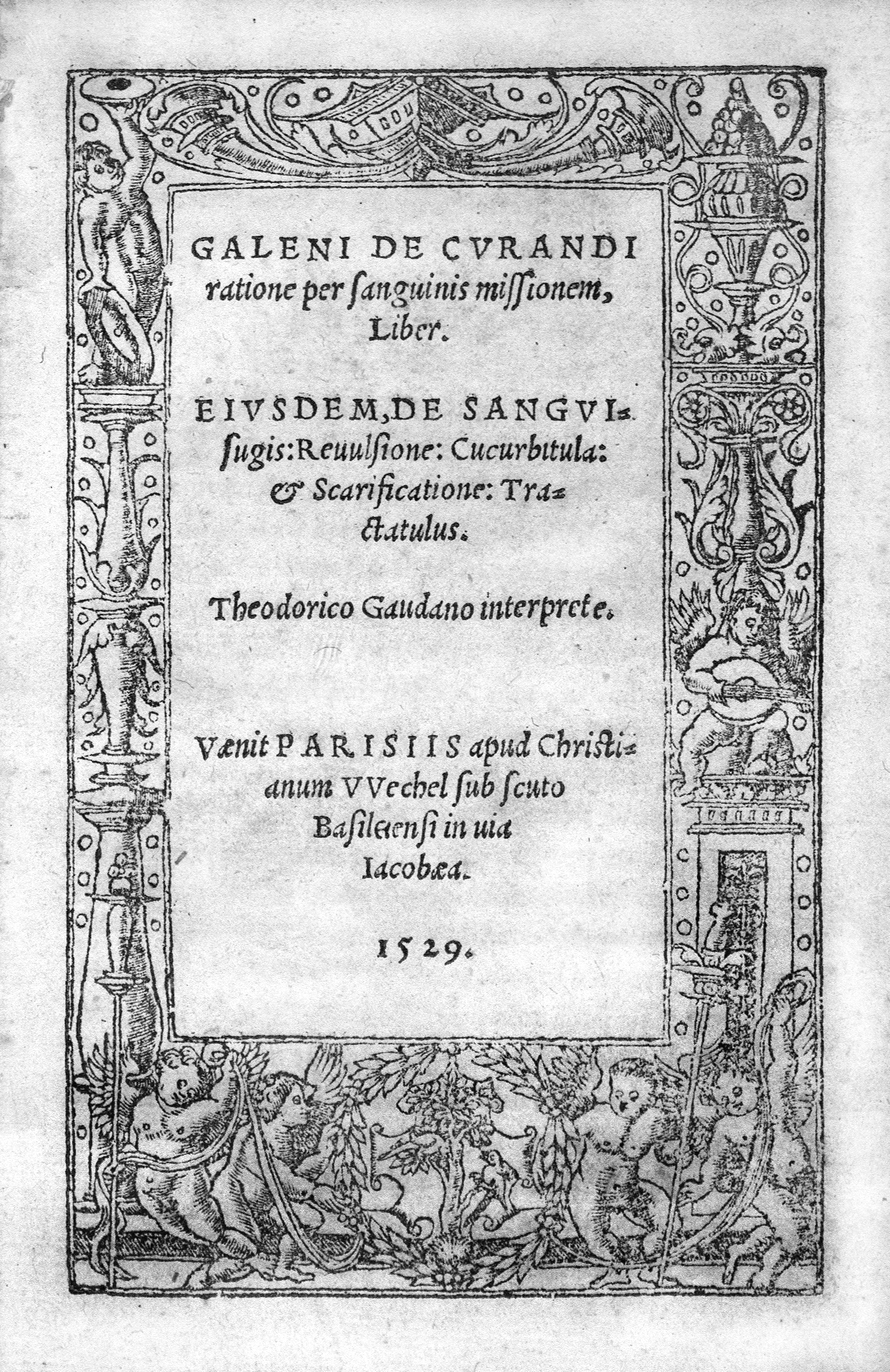
De curandi ratione

Galénovy vlastní teorie, ve shodě s Platonovými a Aristotelovými, zdůrazňovaly účelnost světa, takže křesťanští a muslimští učenci mohli akceptovat jeho práce.
Galénos byl rovněž velmi originálním logikem a metodologem vědy, jeho zdatnost v těchto disciplínách mu usnadnila práci např. při diagnostice, ale především při budování jeho vlastních vědeckých teorií. Razil myšlenku, že každý lékař by měl být v ideálním případě také filosofem – např. ve spisku O tom, že dobrý lékař je zároveň filosofem (v edicích pod latinským názvem Quod optimus medicus idem sit et philosophus). Ve spisech svých předchůdců objevil množství logických chyb při určování původu chorob, a proto se rozhodl vypracovat vědeckou metodologii medicíny. Z pohledu logiky zkoumal původce chorob i způsob, jakým je možné z příznaků nemoci vyvodit odpovídající léčebný postup. Vždy se přitom odvolával na svého největšího učitele Hippokrata.

## Dílo a vliv
Mezi Galénovy hlavní práce patří: Důležitost částí lidského těla (De usu partium, 17 svazků). Dále napsal přes 500 odborných pojednání, z nichž mnoho bylo v 9. století přeloženo (často přes syrštinu) do arabštiny (jedná se především o dílo Hunajna ibn Isháqa a jeho překladatelské školy). V arabštině byl Galénos znám jako Jalinos.
Později byl Galénos (a spisy galénovské medicíny) přeloženy také do latiny (viz např. Konstantin Afričan a salernská lékařská škola). Po vzniku universit se texty galénovské medicíny staly hlavními učebnicemi na lékařských fakultách. Galénova autorita ve všech směrech dominovala v medicíně až do 17. století, kdy William Harvey upřesnil teorii krevního oběhu. I potom se Galénovy teorie hlouběji rozvíjely nebo vyvracely.

## Galén v kultuře a vědě

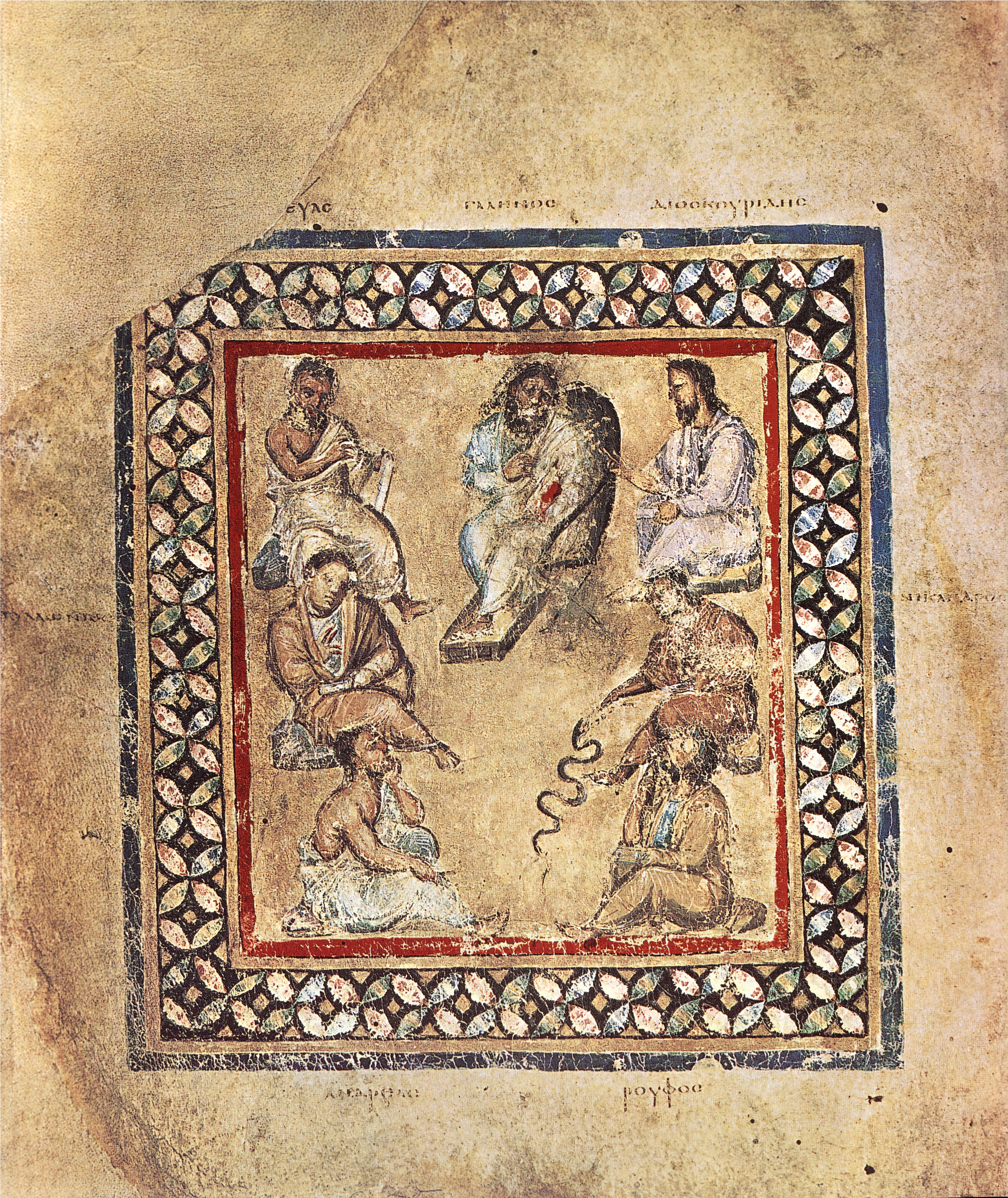
Skupina lékařů na snímku z Vídeňského Dioskurida; Galén je zobrazen nahoře uprostřed

- Skupina lékařů na snímku z Vídeňského Dioskurida; Galén je zobrazen nahoře uprostředPodle Galéna je pojmenována hlavní postava hry Karla Čapka Bílá nemoc (1937), lékař Galén.
- Galén je také české nakladatelství zaměřené na medicínskou literaturu.
- Je po něm pojmenován kráter Galen na přivrácené straně Měsíce.[6][7]